# Municipio de Smithton (Misuri)
El municipio de Smithton (en inglés: Smithton Township) es un municipio ubicado en el condado de Pettis en el estado estadounidense de Misuri. En el año 2010 tenía una población de 2902 habitantes y una densidad poblacional de 30,45 personas por km².

## Geografía
El municipio de Smithton se encuentra ubicado en las coordenadas 38°40′3″N 93°6′54″O / 38.66750, -93.11500. Según la Oficina del Censo de los Estados Unidos, el municipio tiene una superficie total de 95.3 km², de la cual 94.34 km² corresponden a tierra firme y (1.01%) 0.96 km² es agua.

## Demografía
Según el censo de 2010, había 2902 personas residiendo en el municipio de Smithton. La densidad de población era de 30,45 hab./km². De los 2902 habitantes, el municipio de Smithton estaba compuesto por el 93.83% blancos, el 1.34% eran afroamericanos, el 0.59% eran amerindios, el 0.34% eran asiáticos, el 0.1% eran isleños del Pacífico, el 2.17% eran de otras razas y el 1.62% pertenecían a dos o más razas. Del total de la población el 3.89% eran hispanos o latinos de cualquier raza.